# Monte Traessu
Il monte Traessu è un massiccio basaltico situato nel territorio dei comuni di Cossoine, Giave e Mara, nella Sardegna nord-occidentale. Ricco di gole, dirupi e grotte, il rilievo raggiunge un'altezza di 717 metri e domina un vasto tratto di territorio della città metropolitana di Sassari. 
La copertura vegetale è costituita da un'associazione mista di latifoglie con prevalenza di sughera, roverella, corbezzolo, fillirea, lentisco, mirto e olivastro. 

Per il notevole pregio di carattere ambientale, gran parte della montagna è inglobata in un cantiere forestale affidato alla gestione dall'Ente foreste della Sardegna. 

Nella sommità è posizionata una importante postazione di vedetta dell'apparato antincendi della Sardegna.